# Вукобратович, Драгомир
Драгоми́р Вукобра́тович (серб. Драгомир Вукобратовић / Dragomir Vukobratović; род. 12 мая 1988, Карловац) — сербский футболист, полузащитник.

## Футбольная карьера
Футболом Вукобратович начал заниматься только в школе «Войводины», за основную команду которой дебютировал в 2006 году в профессиональном футболе. Затем выступал за «Црвену Звезду». Там стать игроку основы полузащитнику не удалось, и он перешёл в клуб «Инджия». Здесь он провёл два года, полсезона проведя в аренде в чемпионате Боснии и Герцеговины в клубе «Борац». После этого Вукобратович отправился в «Газовик» (Оренбург). После вылета команды из ФНЛ Вукобратович перешёл в казахстанский «Сункар», за который провёл 9 матчей. В начале 2013 года вернулся в Россию, в «Металлург-Кузбасс». Отыграв в «Металлурге» полсезона, Драгомир вернулся в «Газовик».
6 марта 2014 года было объявлено о переходе серба в эстонскую «Левадию». 8 марта Драгомир дебютировал в чемпионате Эстонии. 1 июля 2014 года Вукобратович дебютировал в еврокубках, выйдя в стартовом составе матча квалификационного раунда Лиги чемпионов против сан-маринского клуба «Ла Фиорита». В конце 2014 года Драгомир, проведя в общей сложности за эстонский клуб 24 матча, покинул «Левадию».

## Национальная сборная
Своей игрой полузащитник привлёк внимание тренеров юношеской сборной, и в её составе принимал участие в чемпионате Европы 2007 среди футболистов до 19 лет в Австрии, где сыграл 1 матч.